# Latour-de-France
Latour-de-France is een gemeente in het Franse departement Pyrénées-Orientales (regio Occitanie). De plaats maakt deel uit van het arrondissement Perpignan. Latour-de-France telde op 1 januari 2022 1.044 inwoners.

## Geografie
De oppervlakte van Latour-de-France bedroeg op 1 januari 2022 13,94 vierkante kilometer; de bevolkingsdichtheid was toen 74,9 inwoners per km².

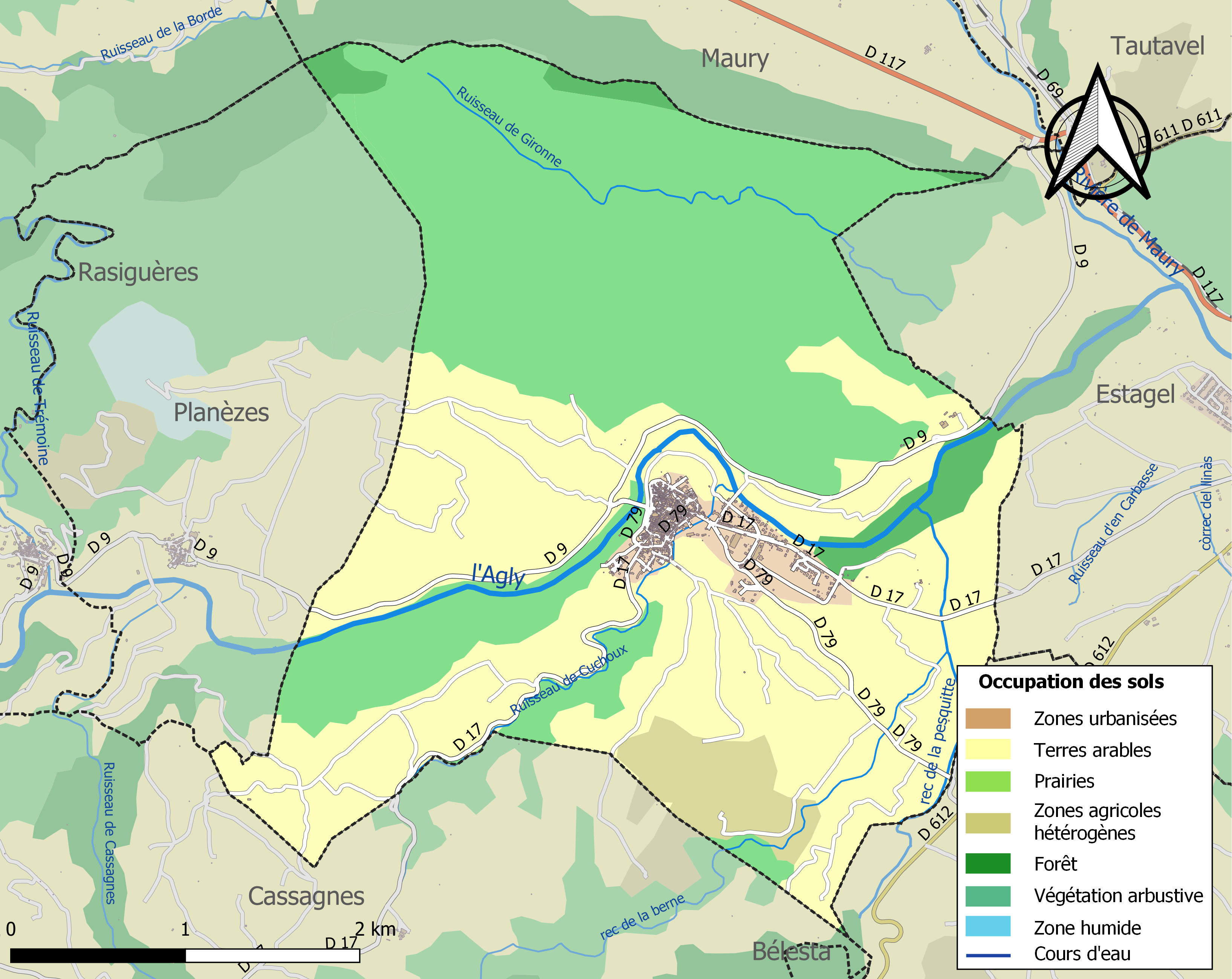
Kaart van de gemeente met de belangrijkste infrastructuur, bodemgebruik en omliggende gemeenten

## Demografie
Onderstaande figuur toont het verloop van het inwonertal (bron: INSEE-tellingen).